# Blyth (Northumberland)
Koordinaten: 55° 8′ N, 1° 31′ W

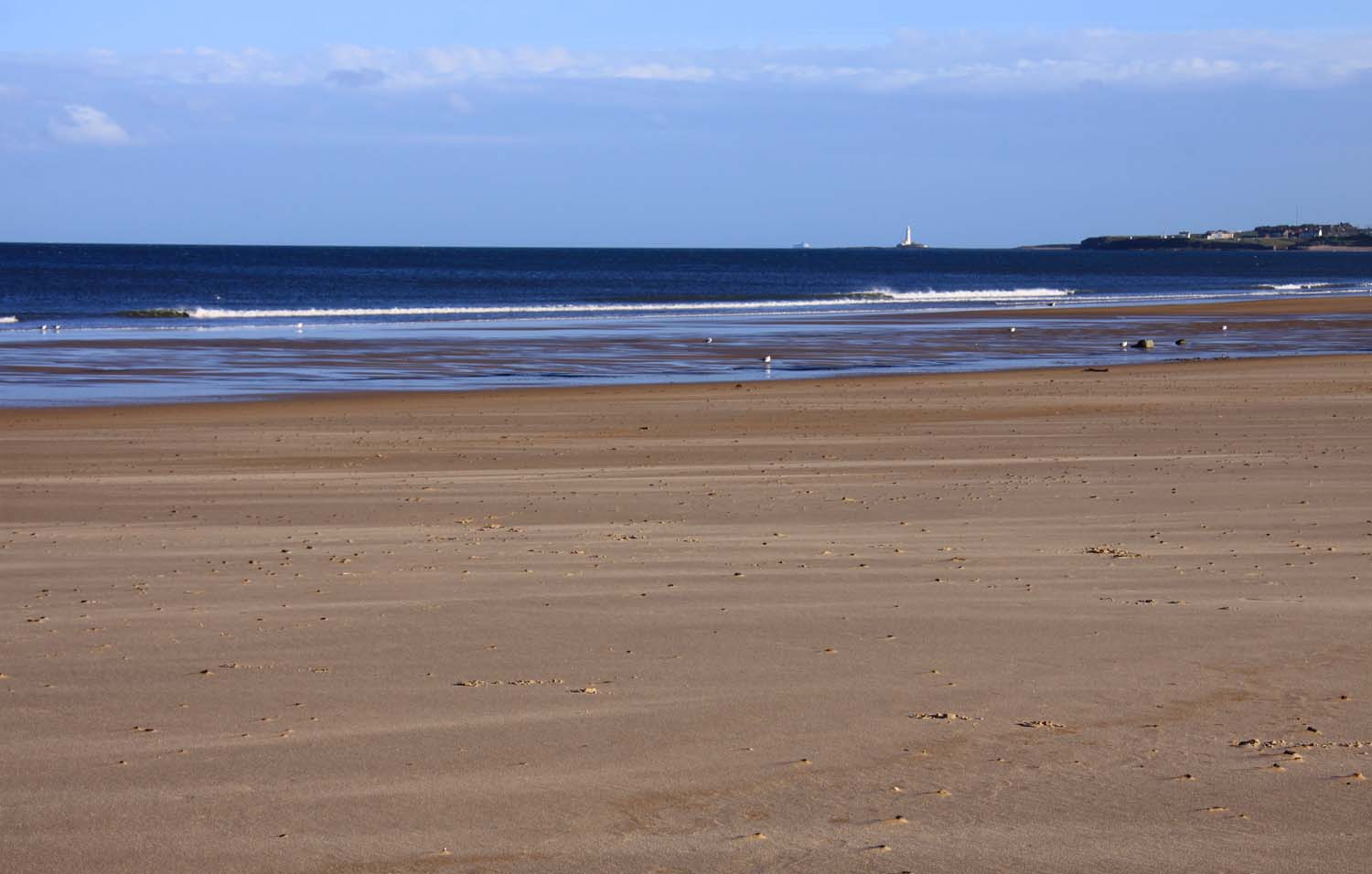
South Beach, Blyth

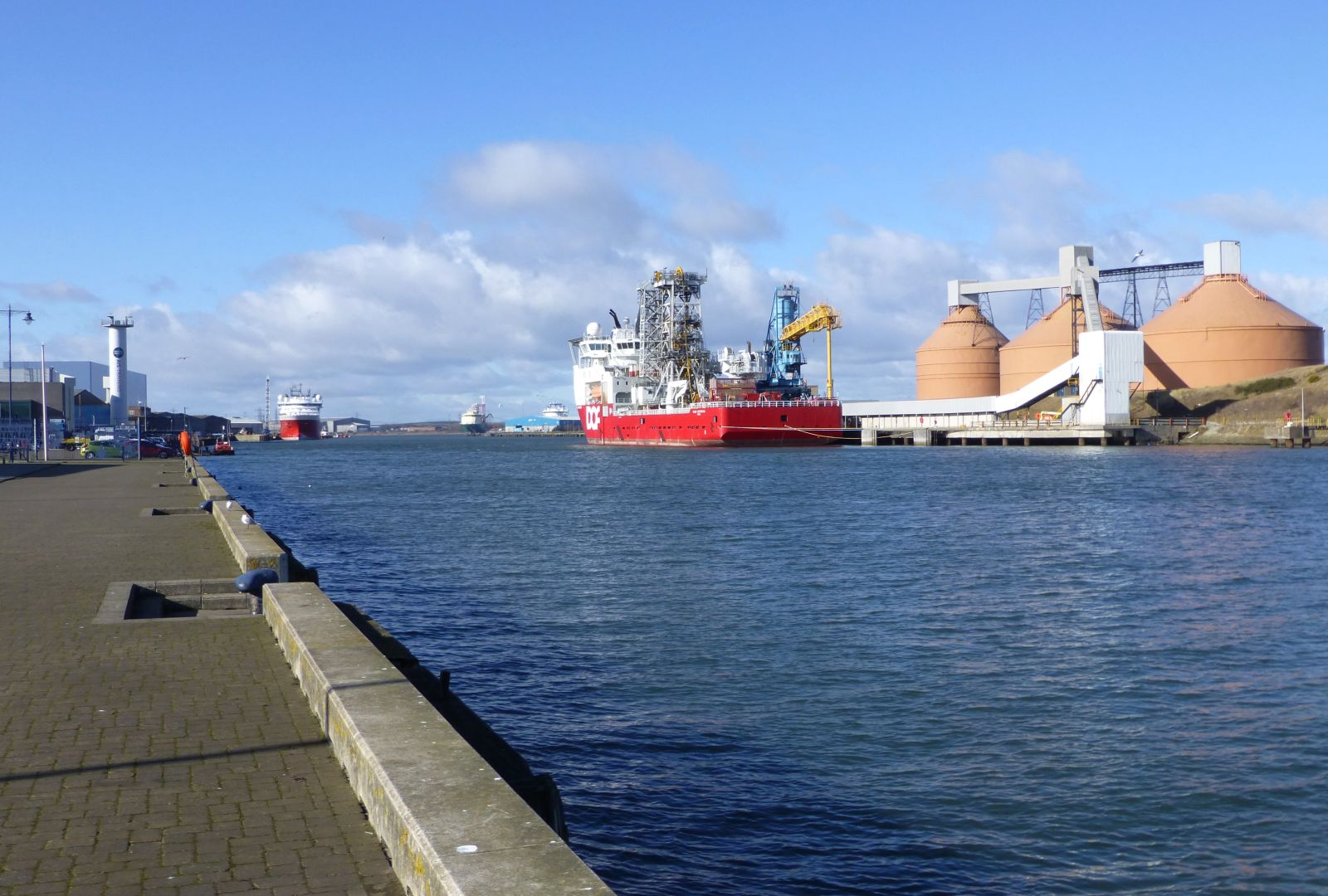
Port of Blyth

Blyth [ˈblaɪð] ist eine Kleinstadt im englischen Northumberland. Die an der Mündung des River Blyth in die Nordsee gelegene Stadt war einst eine bedeutende Hafen- und Werftstadt. Sie war Verwaltungssitz des 2009 aufgelösten Distrikts Blyth Valley. 2021 hatte Blyth 39.732 Einwohner. Die Stadt ist heute auch eine „Schlafstadt“ von Newcastle upon Tyne.

## Geografie
Blyth liegt an der Küste von Nordostengland, südlich des Flusses Blyth, etwa 21 Kilometer nordöstlich von Newcastle upon Tyne und 26 Kilometer nördlich von Sunderland. Der Ort liegt 6 km östlich von Bedlington, 10 km nordöstlich von Cramlington, 11 km südsüdöstlich von Ashington und 11 km südlich von Newbiggin-by-the-Sea. Auf der Nordseite des Flusses liegen die Dörfer East Sleekburn, Cambois und North Blyth und im Süden der Stadt die Dörfer New Hartley, Seaton Delaval und Seaton Sluice. Die Ursprünge einiger Vororte von Blyth lassen sich viel weiter zurückverfolgen als die Stadt selbst; in Newsham, Bebside und Cowpen werden Siedlungsplätze aus der römisch-britischen, sächsischen und mittelalterlichen Zeit vermutet, obwohl die meisten Häuser in diesen Gebieten aus dem 19. und 20. Jahrhundert stammen. In den Vororten befinden sich mehrere große Wohnsiedlungen; die Siedlungen Newsham Farm, South Beach und Solingen sowie die Avenues wurden alle im 20. Jahrhundert entwickelt. Im Januar 2005 bestand das Land in Blyth zu 61,87 % aus Grünflächen, zu 11,95 % aus Hausgärten, zu 8,23 % aus Straßen, zu 4,85 % aus Wohngebäuden, zu 2,03 % aus Nichtwohngebäuden und zu 11,07 % aus anderen Nutzungen.

## Geologie
Die Geologie des Gebiets besteht aus einem kohlenstoffhaltigen Grundgestein aus Sandstein, Tonstein und Kohle, das hauptsächlich von Geschiebelehm bedeckt ist.
Im Oktober 2023 wurde der Sand an der Strandpromenade von Blyth durch den Sturm Ciarán weggespült.

## Verkehr
Die wichtigste Zufahrtsstraße nach Blyth ist die A189 Spine Road, die von der A1 über die A19 erreichbar ist. Die A193 ist die Hauptstraße durch Blyth und führt nach Bedlington im Westen und nach North Tyneside im Süden. Die andere Hauptstraße nach Blyth ist die A1061. Der Busbahnhof von Blyth befindet sich am Post Office Square im Stadtzentrum. Die Busse in Blyth werden von Arriva North East betrieben, und es gibt regelmäßige Verbindungen nach Newcastle sowie zu den anderen großen Städten im Süden Northumberlands und in die Umgebung von Blyth. Ein Dienst wird von Go North East betrieben.
Blyth hat derzeit keine Bahnverbindung für den Personenverkehr – der nächstgelegene Bahnhof ist Cramlington (8 km). Der Bahnhof von Blyth wurde am 2. November 1964[17] infolge des Beeching-Berichts geschlossen. Es gab auch zwei kleine Bahnhöfe am Rande der Stadt, in Newsham und Bebside; sie wurden 1956 bzw. 1964 für den Personenverkehr geschlossen.
Im Rahmen des Projekts Northumberland Line soll bis 2024 ein Personenverkehr nach Newsham wieder aufgenommen werden.

## Wirtschaft
Blyth war einst ein Streckenendpunkt der North Eastern Railway, ein bedeutender Exporthafen für Kohle (insbesondere aus dem 30 Meilen entfernten Kohlerevier von Ashington) und ein Hafen der Royal Navy sowie wichtiger Werftstandort. Beispielsweise wurde der erste britische Flugzeugträger, das Flugzeugmutterschiff Ark Royal, bei der Blyth Dry Docks & Shipbuilding Company (gegründet 1811) gebaut.
Die Stadt wurde durch den Niedergang der wichtigsten Industriezweige, Kohle und Schiffbau, in den 1960ern stark in Mitleidenschaft gezogen und hat sich jedoch seit den frühen 1990er Jahren und besonders seit Ender der 2000er Jahre, durch den Energiesektor, stark erholt.
Das 1991 eröffnete Keel Row Shopping Centre brachte große Einzelhändler nach Blyth und trug zur Wiederbelebung des Stadtzentrums bei. Es wird jedoch 2024 wieder, geschlossen, da die Nachfrage einbrach. Das Einkaufszentrum wird von der Stadt Blyth übernommen und neu entwickelt.

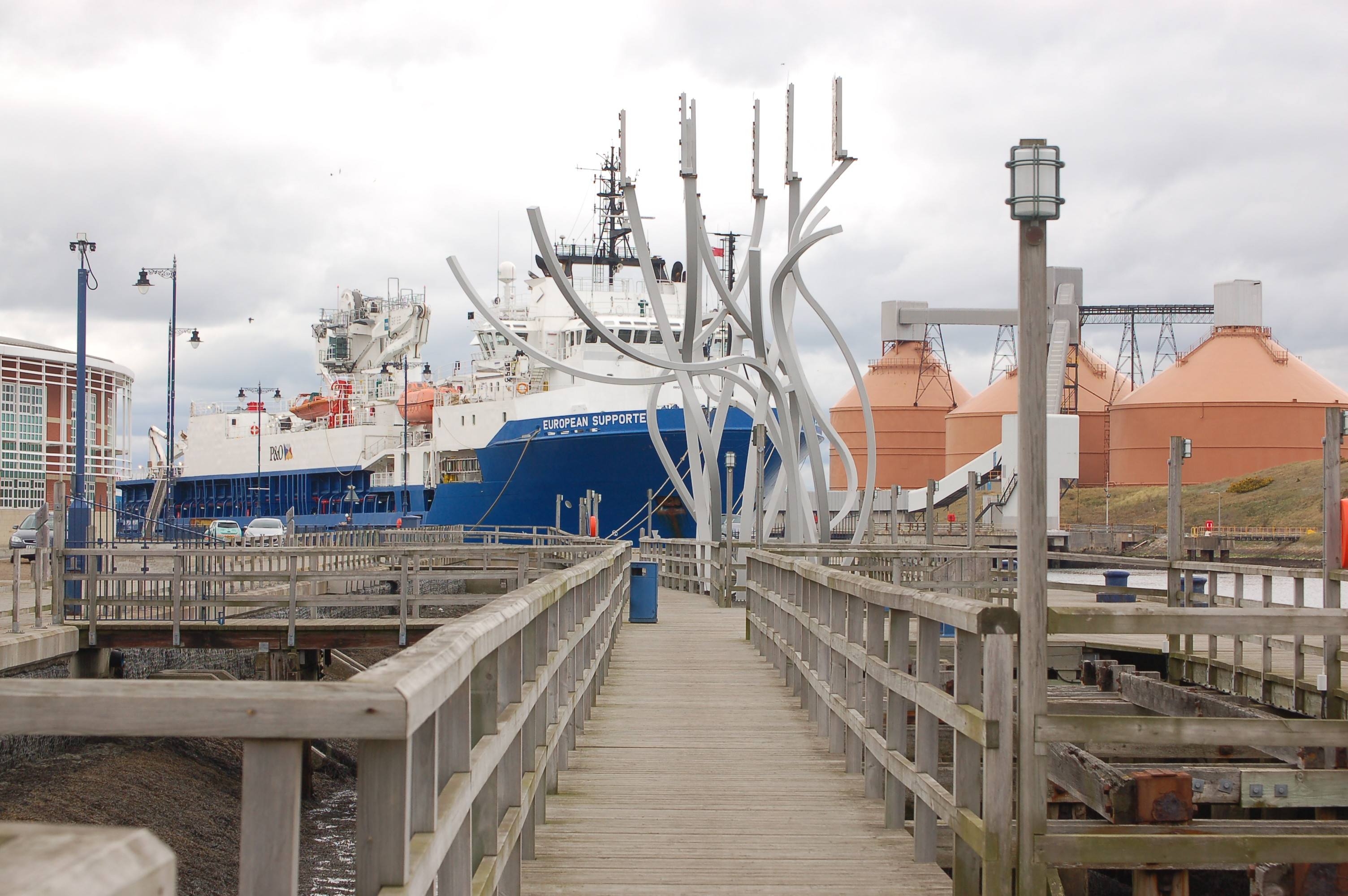
Blyth Quayside

Der Quayside wurde ebenfalls umfassend saniert und in eine Freifläche umgewandelt, deren Herzstück eine Skulptur ist, die an die Industrie erinnert, die hier einst florierte. Auf der gegenüberliegenden Flussseite stehen die neun Windturbinen des Windparks Blyth Harbour, die 1992 entlang des East Pier errichtet wurden. Im Jahr 2000 kam der Offshore-Windpark Blyth hinzu, der aus zwei Turbinen besteht, die 1 km weit draußen auf dem Meer stehen. Dies waren die ersten beiden Offshore-Windturbinen in Europa. Diese Windturbinen wurden alle stillgelegt, wobei die letzten beiden 2019 entfernt wurden. Ein neuer Windpark weiter vor der Küste, bestehend aus fünf Turbinen, wurde 2017 in Betrieb genommen. Im September 2023 vergab RWE den Offshore-Konstruktionsauftrag für das Teilprojekt Sofia des Offshore-Windpark Dogger Bank an die Betreibergesellschafts des Hafens von Blyth.

### Partnerstadt
- Seit 1962 pflegt Blyth eine Städtepartnerschaft mit Solingen.[25]

## Unterhaltung, Freizeit und Sport
Veranstaltungen und Veranstaltungsorte
Seit 2014 veranstaltet das Blyth Town Council jedes Jahr im Juni das Northumberland Live Festival auf einer Wiese unmittelbar am Nordsee-Strand. Es bietet zahlreiche Attraktionen wie Musikdarbietungen, Fahrgeschäfte und Kinderunterhaltung. Neben lokalen Bands und Bands aus der Partnerstadt Solingen sind auch überregional bekannte Bands wie The Christians, The Lightning Seeds, The Pigeon Detectives, Toploader, Doctor & the Medics, Scouting for Girls und The Undertones hier schon aufgetreten. Die Zuschauerzahlen lagen bei bis zu 18.000 Zuschauer.
In der Nähe des Stadtzentrums befindet sich das Phoenix Theatre mit 299 Plätzen. Es bietet ein regelmäßiges Programm professioneller Theateraufführungen und hat erfolgreich Amateur- und professionelle Künstler zusammengebracht. Früher gab es vier Kinos in Blyth, aber das letzte, das Wallaw, wurde 2004 geschlossen und ist seitdem der größte Pub von Blyth. Die anderen Kinos – The Central, The Essoldo und The Roxy – wurden alle in den 1960er und 1970er Jahren geschlossen.
Sport
Die Stadt ist die Heimat des Fußballvereins Blyth Spartans AFC, der in der National League North spielt. Er wurde 1899 gegründet und trägt seine Heimspiele im Croft Park aus. Der Verein ist bekannt für seine Erfolge im FA-Cup, insbesondere in der Saison 1977–78, als er die fünfte Runde erreichte.

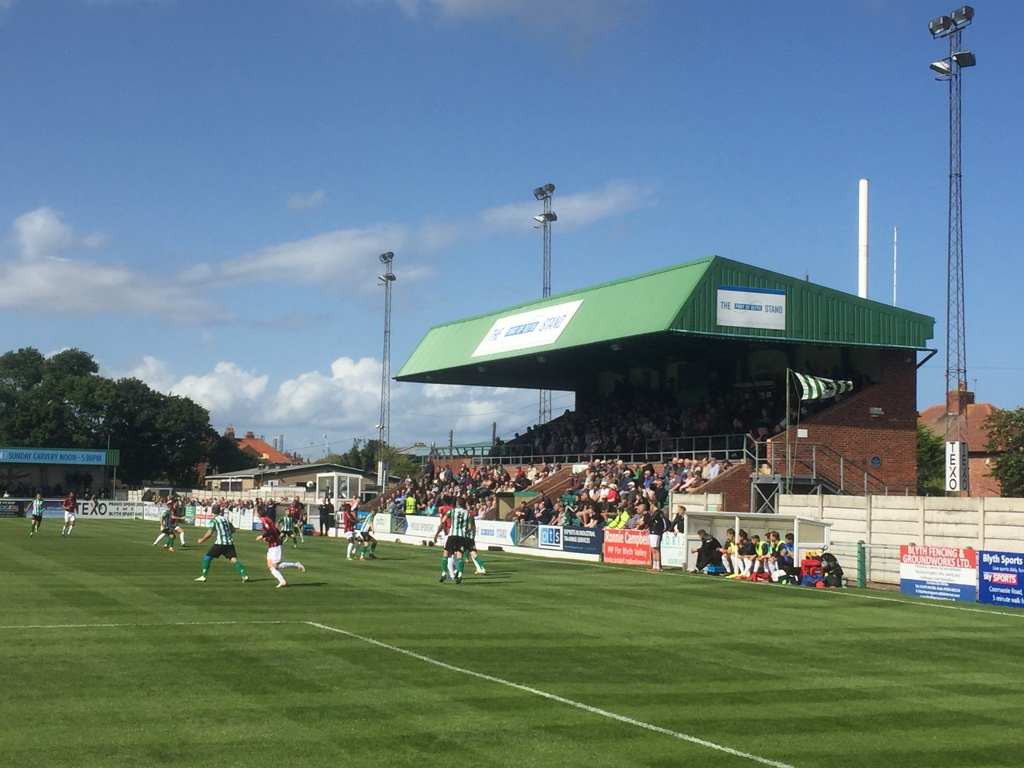
Croft Park, Blyth

Der andere Nicht-Liga-Fußballverein der Stadt ist Blyth Town, der 1995 gegründet wurde und in der Wade Associates Northern Alliance Premier Division spielt. Ebenfalls in Blyth ansässig sind der Blyth Cricket Club und der Blyth Rugby and Cricket Club (Blyth RFC). Der Blyth Cricket Club wurde 1883 gegründet und spielt gegenwärtig in der Northumberland & Tyneside Cricket League Division 3. Der Club war in der Saison 2020 Meister der Northumberland & Tyneside Cricket League Division 4 und 2017 Meister der Northumberland Premier League.
Das Blyth Sports Centre bietet eine breite Palette von Einrichtungen, darunter zwei Schwimmbäder, eine Sporthalle, Squashplätze, ein Fitnessstudio, Saunen, einen Skatepark im Freien.
Der Blyth Golf Club, gegründet 1905, befindet sich am Stadtrand von New Delaval und verfügt über einen 18-Loch-Platz mit einem Par 72.
Der Royal Northumberland Yacht Club hat seinen Sitz im Südhafen. Der RNYC bietet Möglichkeiten zum Rudern und Segeln und ist ein Trainingszentrum der Royal Yachting Association für Segel- und Motorboote.
Parks und Freiflächen
Der Ridley Park wurde auf einem von Viscount Matthew White Ridley überlassenen Grundstück angelegt und am 27. Juli 1904 eröffnet. Im Juni 2005 wurde ein 602.000 Pfund teures Modernisierungsprojekt abgeschlossen, bei dem ein Wasserspielbereich für Kinder eingerichtet und die bestehenden Spielgeräte am südlichen Ende des Parks modernisiert wurden.
Die Quayside ist ein Abschnitt der Uferpromenade, der einst ein Zentrum der Industrie in Blyth war, wo Kohle von Zügen auf Schiffe für den Export verladen wurde. Zu den bemerkenswerten Merkmalen der Quayside gehören die Skulptur Spirit of the Staithes und elf Solar Sound Posts, die aufgezeichnete Geschichten über den Hafen wiedergeben, die von Einheimischen erzählt wurden.
Die größte und natürlichste Freifläche von Blyth sind der Strand und die Sanddünen, die sich von der Flussmündung bis Seaton Sluice erstrecken. Die Dünen wurden im Dezember 2003 vom Blyth Valley Borough Council zum lokalen Naturschutzgebiet erklärt und sind auch ein Gebiet von besonderem Naturschutzinteresse. Sie zeichnen sich durch eine vielfältige Pflanzenwelt, Schmetterlinge, Motten und Vögel aus und sind einer von nur zwei Küstenstandorten im Land, die von beiden Arten der gebänderten Landschnecke – Cepaea nemoralis und Cepaea hortensis – bewohnt werden.

## Medien
Lokale Nachrichten und Fernsehprogramme werden von BBC North East and Cumbria und ITV Tyne Tees ausgestrahlt. Die Fernsehsignale werden entweder von den Sendern Pontop Pike oder Chatton TV empfangen.
Lokale Radiosender sind BBC Radio Newcastle, Capital North East, Heart North East, Smooth North East, Greatest Hits Radio North East, Metro Radio und Frisk Radio, ein gemeindebasierter Radiosender, der auf 106,6 FM sendet.
Die Stadt wird von den Lokalzeitungen Northumberland Gazette (früher The News Post Leader) und Evening Chronicle versorgt.

## Persönlichkeiten
- Dan Burn (* 1992), Fußballspieler[46]
- Jean Heywood (1921–2019), Schauspielerin[47]Mark Knopfler (2006)

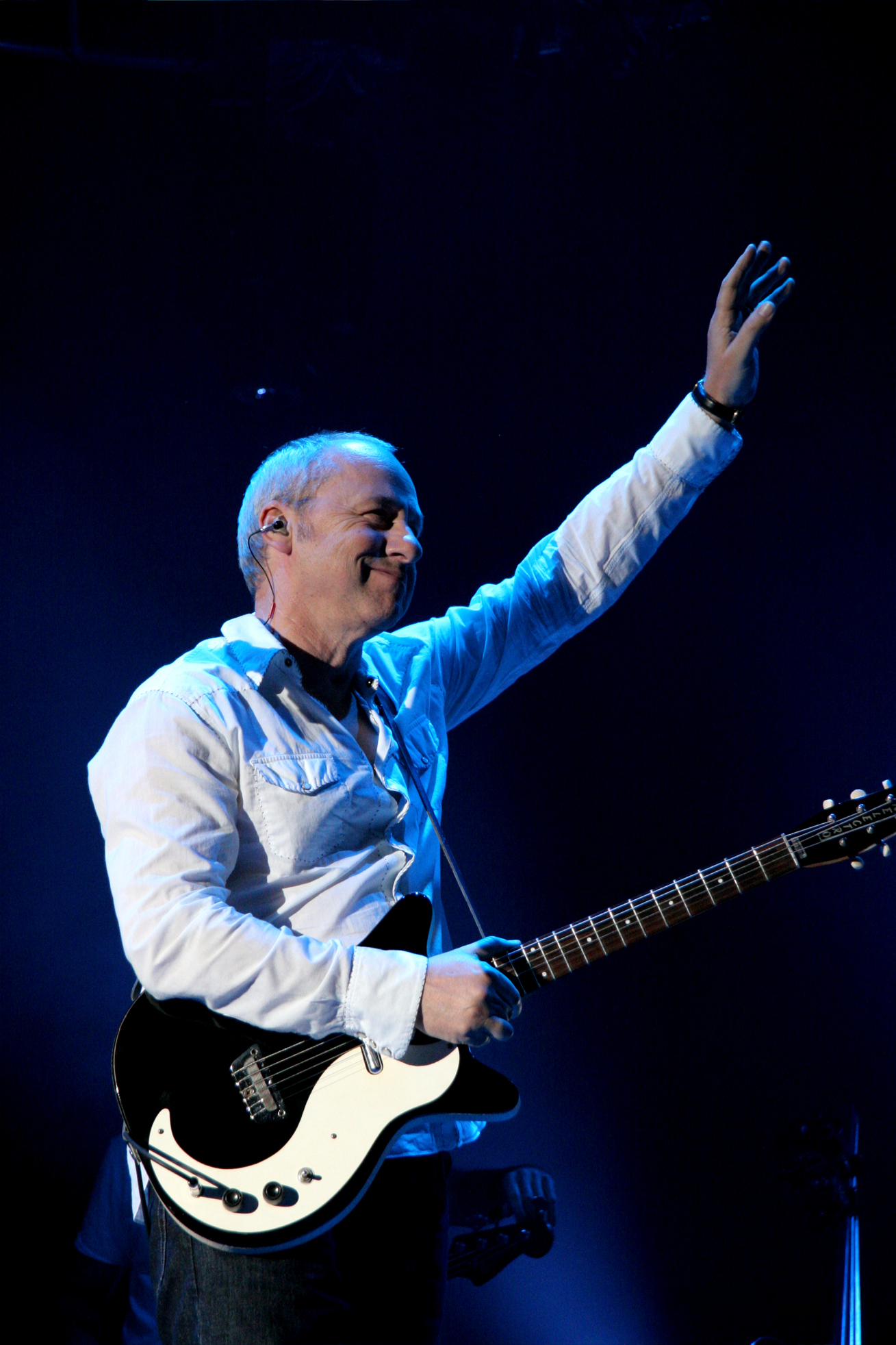
Mark Knopfler (2006)

- Mark Knopfler (* 1949), Musiker, wuchs in Blyth auf[48]

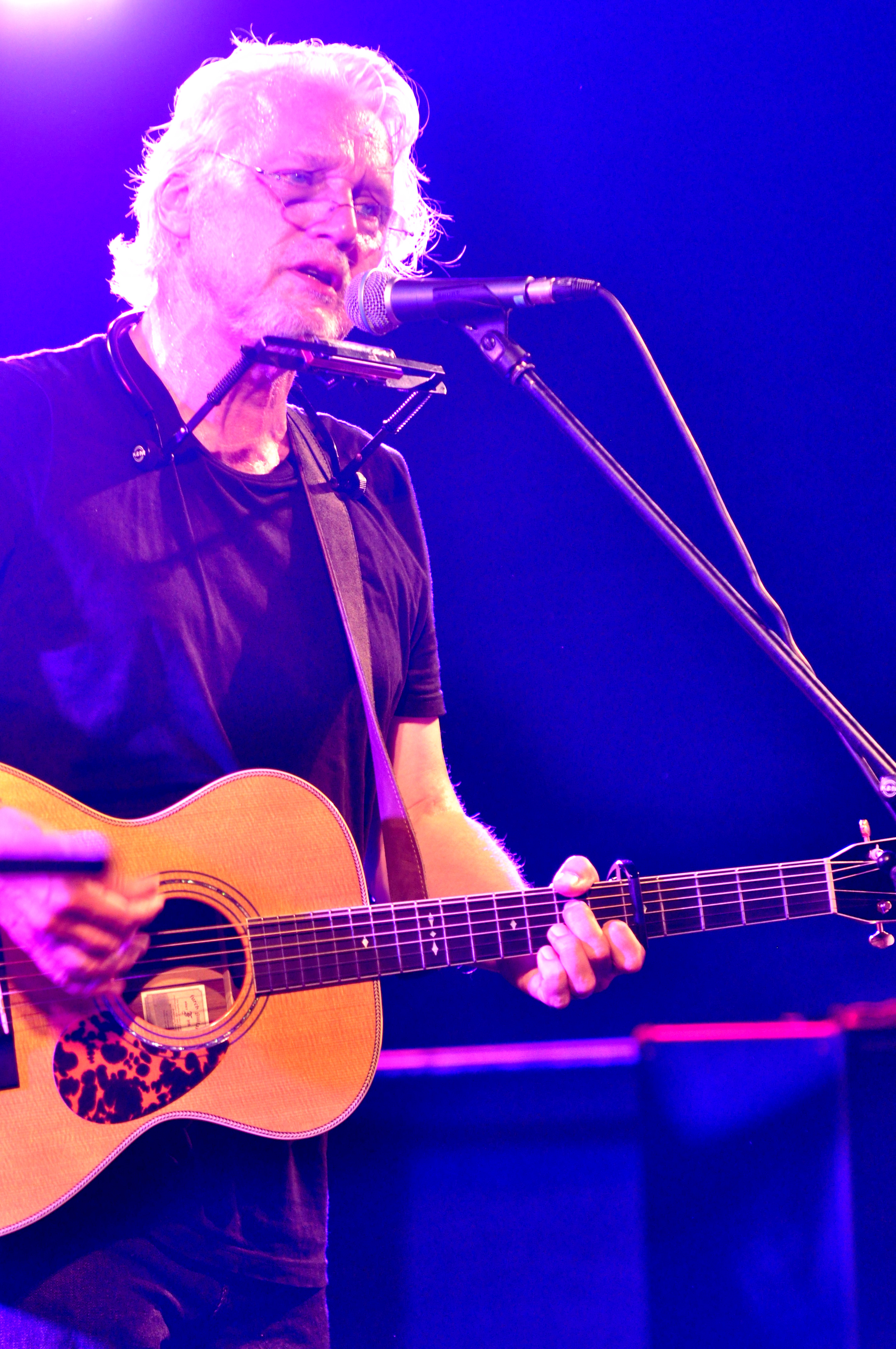
David Knopfler (2017)

- David Knopfler (* 1952), Musiker, wuchs in Blyth auf[49]
- Stan Laurel (1890–1965), Filmkomiker, Drehbuchautor, Regisseur und Produzent spielte zeitweise am Royal Theater in Blyth, das von seinem Vater gegründet und geleitet wurde[50]